# Shad Gaspard
Shad Chad Javier Jesus Roman Chittick Gaspard (13 de gener de 1981 - 17 a 20 de maig de 2020), més conegut com a Shad Gaspard o simplement Shad, fou un lluitador professional nord-americà, que treballava a la marca de SmackDown! de l'empresa World Wrestling Entertainment (WWE). Shad formava tag amb JTG i junts s'anomenaven Cryme Time.